# Glenda Farrell (actrice)
Glenda Farrell (Enid, 30 juni 1904 – New York, 1 mei 1971) was een Amerikaans actrice.

## Carrière
Farrell begon haar carrière als actrice op 7-jarige leeftijd in het theater. Hoewel ze haar educatie nooit opgaf voor het acteren, verscheen ze in de jaren 20 op Broadway.
Farrell kreeg in juli 1930 een contract bij First National Pictures en kreeg de vrouwelijke hoofdrol in Little Caesar. Farrell groeide al snel uit tot een bekende actrice van Warner Brothers.
Toen haar contract bij Warner Brothers in 1939 niet vernieuwd werd, richtte ze zich opnieuw op een carrière in het theater. In 1941 trouwde ze met Dr. Henry Ross, met wie ze een zoon kreeg.
Farrells carrière in de filmindustrie vervaagde in de jaren 40. Wel werd ze een succesvolle actrice op televisie. Zo won ze in 1963 een Emmy Award voor haar rol in Ben Casey.
In 1969 was ze te zien in het Broadway-toneelstuk Forty Carats toen er longkanker bij haar werd geconstateerd. Ze weigerde het toneelstuk te verlaten, totdat haar verslechterde gezondheid haar daartoe dwong in november 1970. Uiteindelijk stierf ze in mei 1971 op 66-jarige leeftijd in haar huis in New York.
Farrell kreeg een ster op de Hollywood Walk of Fame.

## Filmografie
| - Lucky Boy (1929) - Little Caesar (1931) - Scandal for Sale (1932) - Life Begins (1932) - Three on a Match (1932) - I Am a Fugitive from a Chain Gang (1932) - The Match King (1932) - Mystery of the Wax Museum (1933) - Grand Slam (1933) - Girl Missing (1933) - The Keyhole (1933) - Gambling Ship (1933) - Mary Stevens, M.D. (1933) - Lady for a Day (1933) - Bureau of Missing Persons (1933) - Man's Castle (1933) - Havana Widows (1933) - The Big Shakedown (1934) - Hi, Nellie! (1934) - I've Got Your Number (1934) - Dark Hazard (1934) - Heat Lightning (1934) - Merry Wives of Reno (1934) - The Personality Kid (1934) - Kansas City Princess (1934) - The Secret Bride (1934) - Gold Diggers of 1935 (1935) - Traveling Saleslady (1935) - Go Into Your Dance (1935) - In Caliente (1935) - We're in the Money (1935) - Little Big Shot (1935) - Miss Pacific Fleet (1935) - Snowed Under (1936) - The Law in Her Hands (1936) - Nobody's Fool (1936) - High Tension (1936) | - Here Comes Carter (1936) - Gold Diggers of 1937 (1936) - Smart Blonde (1937) - Fly Away Baby (1937) - Dance Charlie Dance (1937) - You Live and Learn (1937) - Breakfast for Two (1937) - The Adventurous Blonde (1937) - Hollywood Hotel (1937) - Blondes at Work (1938) - Stolen Heaven (1938) - Prison Break (1938) - The Road to Reno (1938) - Exposed (1938) - Torchy Gets Her Man (1938) - Torchy Blane in Chinatown (1939) - Torchy Runs for Mayor (1939) - Johnny Eager (1942) - Twin Beds (1942) - The Talk of the Town (1942) - City Without Men (1943) - A Night for Crime (1943) - Klondike Kate (1943) - Ever Since Venus (1944) - Heading for Heaven (1947) - I Love Trouble (1948) - Mary Lou (1948) - Lulu Belle (1948) - Apache War Smoke (1952) - Girls in the Night (1953) - Secret of the Incas (1954) - Susan Slept Here (1954) - The Girl in the Red Velvet Swing (1955) - Middle of the Night (1959) - Kissin' Cousins (1964) - The Disorderly Orderly (1964) - Tiger by the Tail (1968) |

- Bibsys: 99070140
- Biblioteca Nacional de España: XX1316339
- Bibliothèque nationale de France: cb140282447 (data)
- Catàleg d'autoritats de noms i títols de Catalunya: 981058510285306706
- Gemeinsame Normdatei: 1282678515
- International Standard Name Identifier: 0000 0001 2123 9174
- Library of Congress Control Number: n85376718
- Nationale Bibliotheek van Tsjechië: xx0159559
- Nationale bibliotheek van Australië: 35625520
- Nationale Bibliotheek van Israël: 987007431510405171
- SNAC: w61k0r4w
- Système universitaire de documentation: 110139755
- Trove: 1019843
- Virtual International Authority File: 22341436
- WorldCat: E39PBJhdc38hHkYMXcx7pq3fbd